# Markengesetz
Das deutsche Gesetz über den Schutz von Marken und sonstigen Kennzeichen (Markengesetz – MarkenG) dient dem Schutz von Marken. Es ist das Nachfolgegesetz des Warenzeichengesetzes von 1936 und schützt zusammen mit dem Designgesetz, dem Gebrauchsmustergesetz und dem Patentgesetz die Nebenerzeugnisse und Kennzeichen von Unternehmen im Rahmen des gewerblichen Rechtsschutzes.
Das Gesetz entstand mit der Anpassung des deutschen Markenrechts an die internationale Entwicklung, nachdem der Rat der Europäischen Gemeinschaft am 21. Dezember 1988 eine erste Richtlinie zur Angleichung der Markenrechtsvorschriften der Mitgliedsstaaten erlassen hatte. Das Markengesetz wurde als Art. 1 des Markenrechtsreformgesetzes vom 25. Oktober 1994 (BGBl. I S. 3082) erlassen.

## Inhalt

### Marke und Markenschutz
Das Markengesetz schützt Marken, geschäftliche Bezeichnungen und geografische Herkunftsangaben (§ 1). Das Markengesetz schließt ergänzenden Schutz nach anderen Vorschriften nicht aus (§ 2).
Als schutzfähige Marke nach § 3 gelten Zeichen, Wörter, Personennamen, Abbildungen, Buchstaben, Zahlen, Hörzeichen, dreidimensionale Gestaltungen, die Form einer Ware, ihre Verpackung und andere Aufmachungen mit Farben und Farbzusammenstellungen. Nicht ausreichend sind aber Zeichen, die in oder aus einer Form bestehen, die wegen der Art der Ware selbst bedingt ist, die zur Erreichung der technischen Wirkung erforderlich ist oder der Ware den wesentlichen Wert verleiht.
Nach § 8 müssen Marken, die geschützt werden sollen, auch unterscheidbar sein, dürfen nicht gegen die guten Sitten oder öffentliche Ordnung verstoßen, keine Hoheitszeichen (Wappen, Fahnen, Siegel etc.) von Staaten oder Kommunalverbänden tragen, keine Täuschungen des Publikums enthalten oder allgemein übliche Sprachwendungen o. ä. verwenden.
Der Markenschutz selbst bedarf der Eintragung des Zeichens ins Register des Deutschen Patent- und Markenamtes oder der Benutzung des Zeichens im gewerblichen Verkehr, so dass die Marke innerhalb des Verkehrskreises auch Verkehrsgeltung erworben hat, oder wenn die Marke notorisch bekannt im Sinne des Artikel 6bis der Pariser Verbandsübereinkunft zum Schutz des gewerblichen Eigentums ist.
Der Markenschutz kann von natürlichen und juristischen Personen wie auch von rechtsfähigen Personengesellschaften geltend gemacht werden (§ 7).
Dem Markeninhaber stehen Schadensersatzansprüche und Unterlassungsansprüche zu.

### Weitere Vorschriften
Teil 3 regelt das Verfahren in Markenangelegenheiten (§§ 32–96), Teil 4 die Kollektivmarken (§§ 97–106), Teil 5 den Schutz von Marken nach dem Madrider Abkommen über die internationale Registrierung von Marken und nach dem zugehörigen Protokoll, sog. IR-Marken, die bei der Weltorganisation für geistiges Eigentum (WIPO) in Genf registriert werden, sowie Gemeinschaftsmarken (§§ 107–125i), die man beim Harmonisierungsamt für den Binnenmarkt in Alicante anmelden kann. Teil 6 bestimmt die Vorschriften für geografische Herkunftsangaben (§§ 126–139). Das Verfahren in Kennzeichenstreitsachen (§§ 140–142) ist in Teil 7 geregelt. Straf-, Bußgeld- und Beschlagnahmevorschriften regelt Teil 8 (das Nebenstrafrecht ist in den §§ 143–144 geregelt) in §§ 143–151. Übergangsvorschriften finden sich in Teil 9 (§§ 152–165).

### Erwähnung von Marken in Nachschlagewerken
Wenn in einem Lexikon oder sonstigen Nachschlagewerk der Eindruck entstehen könnte, dass eine Marke ein Gattungsbegriff sein könnte, so kann der Markeninhaber nach  § 16 Wiedergabe einer eingetragenen Marke in Nachschlagewerken  Absatz 1 vom Verleger verlangen, dass zur Marke ein Hinweis ergänzt wird, dass es sich um eine eingetragene Marke handelt.
In Absatz 2 verweist das Gesetz darauf, dass ein erschienenes Werk erst ab der folgenden Auflage korrigiert werden muss. Absatz 3 erfasst beispielsweise die Wikipedia, weil hier elektronische Datenbanken in den Anwendungsbereich des Gesetzes einbezogen werden.